# Бут Антон Миколайович
Антон Миколайович Бут (рос. Антон Николаевич Бут; 3 липня 1980, м. Харків, СРСР) — російський хокеїст, лівий нападник. 
За походженням українець. Вихованець харківської хокейної школи «Дружба-78». Виступав за «Торпедо»/«Локомотив» (Ярославль), СКА (Санкт-Петербург), ЦСКА (Москва), «Металург» (Магнітогорськ) та «Югра» (Ханти-Мансійськ) у Континентальній хокейній лізі. 
У складі національної збірної Росії учасник чемпіонату світу 2001 (7 матчів, 3+0). У складі молодіжної збірної Росії учасник чемпіонату світу 2000.

## Досягнення
- Чемпіон Росії (2002, 2003)
- Володар Кубка Шпенглера (2010)
- Срібний призер молодіжного чемпіонату світу (2000).